# El zorro y el bosque (cuento de Ray Bradbury)
El zorro y el bosque (título original en inglés: The Fox and the Forest) es un cuento del escritor estadounidense Ray Bradbury publicado originalmente en la revista Collier's el 13 de mayo de 1950 con el título To the Future. En septiembre de ese año apareció también en la revista pulp Argosy, con el título Escape. En 1951 fue incluido en la colección de cuentos El hombre ilustrado ya con el título The Fox and the Forest.
También aparece recopilado en The Stories of Ray Bradbury (1980).

## Argumento
Ann Kristen y su marido Roger Kristen  viven en el año 2155, en un mundo en guerra del cual están hastiados. Gracias a una empresa que organiza viajes al pasado (Viajes por el Tiempo S.A.)  visitan Nueva York en el año 1938. Al cabo de unos días, habiéndose cambiado sus identidades por las de William y Susan Travis, huyen a México. 
Creyéndose a salvo, sin embargo allí conocerán a un hombre que también viene del futuro para obligarles a regresar.

## Adaptación televisiva
El cuento fue adaptado por Terry Nation para la serie inglesa 
Out of the Unknown. El episodio The Fox and the Forest (T01 E08), emitido por la BBC el 22 de noviembre de 1965, fue dirigido por Robin Midgley e interpretado por Frederick Bartman, Liane Aukin y Warren Mitchell.